# Azteca Guatemala

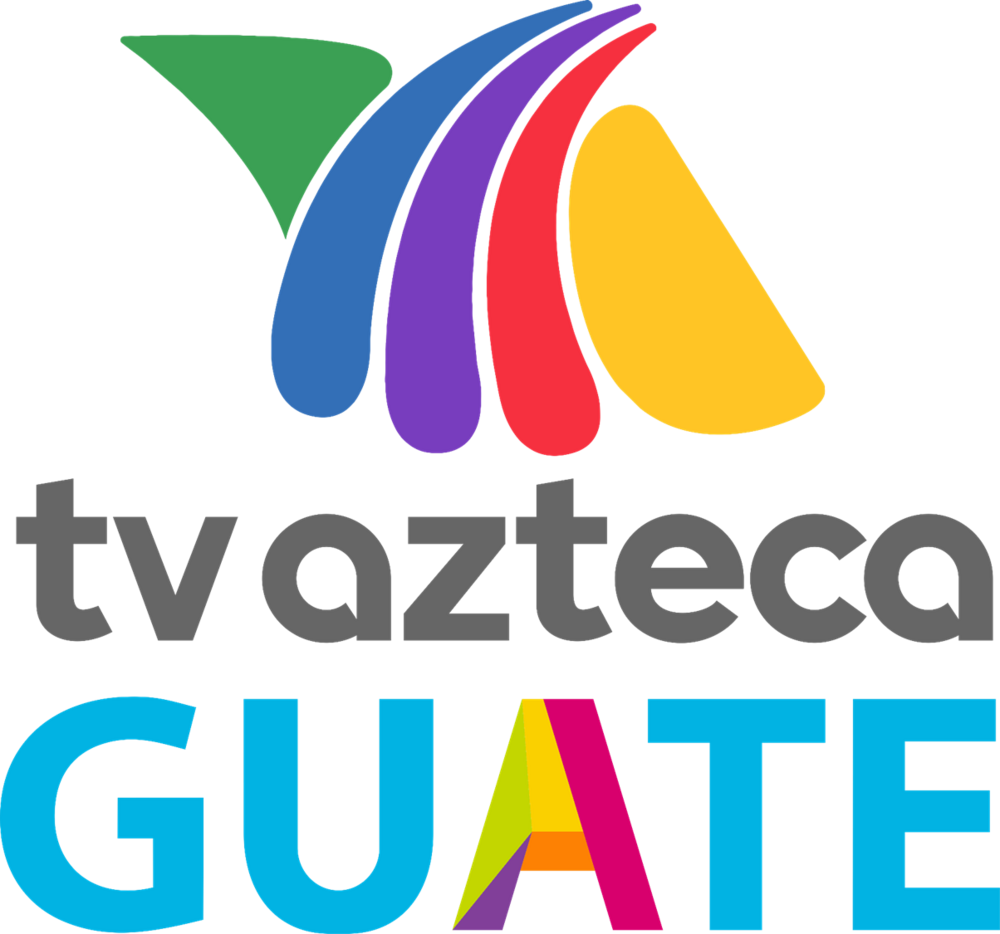

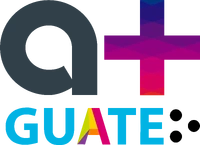

TV Azteca Guate est un groupe de télévision guatémaltèque appartenant à Groupe Salinas.
Ce groupe de télévision est membre de l'Organisation des Télécommunications Ibéro-Américaines (OTI).

## Chaînes
- Azteca 31 (anciennement Latitud TV)
- Azteca 35
- A+ Guate